# Urgleptes musculus
Urgleptes musculus là một loài bọ cánh cứng trong họ Cerambycidae.